# Riazã (oblast)
Riazã (russo:  Ряза́нская о́бласть, tr. Riazánskaia óblast; IPA: [rʲɪˈzanskəjə ˈobləsʲtʲ]) é uma divisão federal da Federação da Rússia (um oblast). O seu centro administrativo é a é a cidade de Riazã, que é também a maior cidade do oblast. De acordo com o censo populacional de 2010, tinha uma população de 1 154 114 habitantes.